# فالنتينا أكوستا
فالنتينا أكوستا (بالإسبانية: Valentina Acosta)‏ ولدت بتاريخ 23 يوليو 1982، هي ممثلة تلفزيونية، مقدمة وعارضة كولومبية.

## قائمة أعمالها

### الأفلام
| العام | العنوان           | الدور    | ملاحظات |
| ----- | ----------------- | -------- | ------- |
| 2012  | Carrusel          | كاتالينا |         |
| 2016  | El juego del amor | ألما     |         |

### التلفزيون
| العام   | العنوان                            | الدور            | ملاحظات                               |
| ------- | ---------------------------------- | ---------------- | ------------------------------------- |
| 1999    | فرانسيسكو إل ماتيماتيكو            | أليخاندرا        |                                       |
| 2000    | سي أرمو لا غوردا                   | كارينا سانتوس    |                                       |
| 2003    | Un ángel llamado azul              | فلورا            |                                       |
| 2004    | لونا، لا هيرديرا                   | أليسيا           |                                       |
| 2005    | لورينا                             | تاتيانا          |                                       |
| 2006    | ميرلينا موجير ديفينا               | ميرلينا غونزاليس |                                       |
| 2006    | Amas de casa desesperadas          | لوسيه            |                                       |
| 2007    | زورو:السيف والوردة                 | سيلينا           |                                       |
| 2008    | La sucursal del cielo              | سوليداد          |                                       |
| 2008    | لا داما دي ترويا                   | نينا فونتالفو    |                                       |
| 2010    | لوس كاباليروس لاس بريفيريان بروتوس | لونا             | شاركت في حلقتين                       |
| 2010-12 | مانو ليمبيه                        | سيلفيا بيزارو    | دور ثانوي                             |
| 2014    | الجسر                              | الفتاة           | شاركت في حلقة واحدة تحت عنوان "لمياء" |
| 2014-16 | سيدتي اسيرو                        | ميريام غودوي     | شاركت طوال الـ 130 حلقة               |
| 2017    | إل كابو                            | أليخاندرا        |                                       |

## روابط خارجية
- فالنتينا أكوستا على موقع IMDb (الإنجليزية)